# پارک شبه‌ملی کیتا-ناگاتو
پارک شبه‌ملی کیتا-ناگاتو (به لاتین: Kita-Nagato Kaigan Quasi-National Park) یک منطقهٔ مسکونی در ژاپن است که در استان یاماگوچی واقع شده‌است.